# Ormosia macrocalyx
Ormosia macrocalyx es una especie de árbol mediano del género Ormosia, familia Fabaceae, algunos de sus nombres comunes son: corales, palo de collar, alcornoque, coralillo, peronil, cabresto, janeiro, Sirari, nené y conejito colorado.

## Clasificación y descripción
Es un árbol siempre verde que puede crecer hasta los 40 m de altura. El tronco cilíndrico puede llegar a los 50 cm de diámetro, presenta contrafuertes cuando crece. Tallos adpreso-pubescentes, tricomas pálidos, glabrescentes. Presenta hojas compuestas con eje 8–20 (–45) cm de largo; tiene de 7 a 11 folíolos, son ovados a ovado-oblongos, 6–15 cm de largo y (2.5–) 4–10 cm de ancho, el ápice es obtuso a cortamente acuminado (que acaba en punta), base redondeada a subcordada (casi con forma de corazón), glabros, subcoriáceos (que tiene un consistencia dura pero flexible), nervios secundarios inconspicuos (poco aparentes), aproximadamente con 5 a 8 pares distanciados irregularmente, peciólulos 3–5 mm de largo (el peciólulo es el pecíolo que sostiene cada uno de los folíolos de los que se compone una hoja compuesta); pecíolos 2–5 cm de largo (es el rabillo que une la lámina de una hoja al tallo).
Inflorescencias (conjunto de flores que nacen agrupadas de un mismo tallo) con eje grisáceo a amarillento-pubescente con tricomas aplicados, brácteas lineares, 3–10 mm de largo, bractéolas subuladas, 1–1.5 mm de largo; cáliz 8–15 mm de largo, gris-pubescente, dientes 3–5 mm de largo; corola 18–25 mm de largo, con pétalos de color blanco brillante o lila a morado obscura. Frutos 3–10 cm de largo y 2–3.5 cm de ancho, ligeramente contraídos entre las semillas, coriáceos (rígidos), glabros, negros o cafés; semillas 1–3 (–6), 10–13 mm de largo, 10 mm de ancho y 7–8 mm de grueso, rojas, hilo hasta 2 mm de largo.

## Distribución y hábitat
Es poco común, se encuentra en bosques de galería y bosques secundarios, en la zona del Pacífico; su rango altitudinal 0–540 m. Se encuentra en México (Veracruz, Tabasco, Chiapas), Guatemala, Belice, Honduras, El Salvador, Nicaragua, Costa Rica, Panamá, Bolivia, Venezuela, Colombia, Perú, Brasil.

## Usos
La madera es utilizada para la construcción. Las semillas se utilizan para hacer joyería. En Perú y Costa Rica se usa la semilla como amuleto para la buena suerte.